# Psara (destroyer)
Pour les autres navires du même nom, voir HS Psara.
Le Psara (grec moderne : ΒΠ Ψαρά) était un destroyer grec de la classe Kountouriotis lancé en 1932 pour la Marine hellénique (Πολεμικό Ναυτικό, Polemikó Naftikó).

## Conception et description
Les destroyers de la classe Kountouriotis sont des navires de constructions italiennes avec des modifications pour la Grèce de la classe Dardo, étaient des versions agrandies et améliorées de la classe Turbine précédente. Ils avaient une longueur totale de 96,15 mètres, une largeur de 9,75 mètres et un tirant d'eau moyen de 3,15 mètres. Ils déplaçaient 1 225 tonnes à charge normale et 2 150 tonnes en charge totale. Leur effectif en temps de guerre était de 156 officiers, sous-officiers et marins.
Les Kountouriotis étaient propulsées par deux turbines à vapeur à engrenages Parsons, chacune entraînant un arbre d'hélice à l'aide de la vapeur fournie par trois chaudières Thornycroft. Les turbines étaient conçues pour produire 44 000 chevaux-vapeur (33 000 kW) et une vitesse de 30 nœuds (56 km/h) en service, bien que les navires aient atteint des vitesses de 38-39 nœuds (70-72 km/h) pendant leurs essais en mer alors qu'ils étaient légèrement chargés. Ils transportaient suffisamment de fuel pour avoir une autonomie de 4 600 milles nautiques (8 500 km) à une vitesse de 12 nœuds (22 km/h).
Leur batterie principale était composée de quatre canons simples de 120 millimètres, une à l'avant et une à l'arrière de la superstructure. La défense antiaérienne (AA) des navires de la classe Kountouriotis était assurée par trois canons AA de 40 millimètres dans des affûts simples et une paire d'affûts doubles pour des mitrailleuses Breda Model 1931 de 13,2 millimètres. Ils étaient équipés de six tubes lance-torpilles de 533 millimètres dans deux montages triples au milieu du navire. Bien que les navires ne soient pas dotés d'un système de sonar pour la lutte anti-sous-marine, ils sont équipés d'une paire de lanceurs de grenades sous-marines. Les Kountouriotis peuvent transporter 54 mines.

## Construction et mise en service
Le Psara est construit par le chantier naval Cantiere navale d'Odero à Sestri Ponente en Italie, est lancé le 21 février 1932 et est achevé et mis en service le 1er mai 1933. Il est commissionné le même jour dans la Marine hellénique.

## Histoire du service
Après le déclenchement de la guerre gréco-italienne, le Psara participe aux trois raids navals contre les navires italiens dans le détroit d'Otrante (14-15 novembre 1940, 15-16 décembre 1940 et 4-5 janvier 1941) et a une activité anti-sous-marine importante.
Pendant l'invasion allemande de la Grèce, le Psara est attaqué par des bombardiers allemands le 20 avril 1941 et coulé dans le golfe Saronique près de Megara, avec 37 membres de son équipage comme victimes.